# کابراس
کابراس (به ایتالیایی: Cabras) یک کومونه در ایتالیا است که در استان اریستانو واقع شده‌است.

## خصوصیات
کابراس ۱۰۲٫۱ کیلومترمربع مساحت و ۹٬۰۰۴ نفر جمعیت دارد و ۶ متر بالاتر از سطح دریا واقع شده‌است.